# الحنكة (دوعن)

'

تعديل مصدري - تعديل

الحنكة هي إحدى قرى عزلة صيف بمديرية دوعن التابعة لمحافظة حضرموت، بلغ تعداد سكانها 176 نسمة حسب تعداد اليمن لعام 2004.